# Cézium-karbonát
A cézium-karbonát ionvegyület, képlete Cs2CO3. Fehér, kristályos, szilárd anyag. Nagyon jól oldódik poláris oldószerekben, mint a víz, alkohol, dimetilformamid. Más karbonátokhoz, például a nátrium- vagy kálium-karbonáthoz képest jobban oldódik szerves oldószerekben, de sokukban – mint a toluol, klórbenzol és 1,4-dimetil-benzol – csak kevéssé oldható. Szerves kémiai szintézisek során bázisként használják.

## Előállítása
Cézium-karbonátot elő lehet állítani cézium-oxalát hőbontásával, a reakcióban cézium-karbonát mellett szén-monoxid keletkezik:
Cs2C2O4 → Cs2CO3 + CO
Elő lehet állítani cézium-hidroxid és szén-dioxid reakciójával is:
2 CsOH + CO2 → Cs2CO3 + H2O

## Kémiai reakciói
Fontos reagens szulfonamidok, aminok, β-laktámok, indolok, heterociklusos vegyületek, N-szubsztituált aromás imidek, ftálimidek és számos más hasonló vegyület N-alkilezési reakciójában. Kutatások folynak e vegyületek szintézisének kidolgozására és biológiai hatásuk vizsgálatára. Arany-nátrium-klorid (NaAuCl4) jelenlétében a cézium-karbonát nagyon hatékony aerob oxidálószer különböző alkoholok aldehiddé és ketonná szobahőmérsékleten történő oxidálásához, a reakció nem igényel további polimer vegyületet. Primer alkoholok alkalmazásakor nem keletkezik sav. Az alkoholok karbonilvegyületté történő szelektív oxidációját – a karbonil köztitermék nukleofil jellege miatt – régebben nehezen tudták megvalósítani. Erre a célra Cr(VI) és Mn(VII) reagenseket használtak, ám ezek feltehetően károsak a környezetre, és drágák is. Cézium-karbonátot lehet használni a Suzuki-, Heck- és Sonogashira-kapcsolás során is. Cézium-karbonáttal hatékonyabban végezhető el az alkoholok karbonilezése és az aminok karbaminálása, mint egyes korábban kidolgozott módszerekkel.

## Fordítás
Ez a szócikk részben vagy egészben  a   Caesium carbonate című angol Wikipédia-szócikk ezen változatának fordításán alapul.  Az eredeti cikk szerkesztőit annak laptörténete sorolja fel. Ez a jelzés csupán a megfogalmazás eredetét és a szerzői jogokat jelzi, nem szolgál a cikkben szereplő információk forrásmegjelöléseként.